# Ander Guevara
Ander Guevara (Vitoria-Gasteiz, 1997. július 7. –) spanyol labdarúgó, az Alavés középpályása.

## Pályafutása
Guevara a spanyolországi Vitoria-Gasteiz városában született. Az ifjúsági pályafutását a Real Sociedad akadémiájánál kezdte.
2016-ban mutatkozott be a Real Sociedad tartalék, majd 2018-ban az első osztályban szereplő felnőtt keretében. Először a 2019. március 15-ei, Levante ellen 1–1-es döntetlennel zárult mérkőzésen lépett pályára. Első gólját 2021. április 11-én, a Valencia ellen idegenben 2–2-es döntetlennel végződő találkozón szerezte meg. 2023. július 9-én négyéves szerződést kötött az Alavés együttesével.

## Statisztikák
2023. június 4. szerint
| Klub          | Szezon   | Osztály  | Bajnokság | Bajnokság | Kupa és Ligakupa | Kupa és Ligakupa | Nemzetközi | Nemzetközi | Összesen | Összesen |
| Klub          | Szezon   | Osztály  | Meccs     | Gól       | Meccs            | Gól              | Meccs      | Gól        | Meccs    | Gól      |
| ------------- | -------- | -------- | --------- | --------- | ---------------- | ---------------- | ---------- | ---------- | -------- | -------- |
| Real Sociedad | 2017–18  | La Liga  | 0         | 0         | 1                | 0                | —          | —          | 1        | 0        |
| Real Sociedad | 2018–19  | La Liga  | 1         | 0         | 0                | 0                | —          | —          | 1        | 0        |
| Real Sociedad | 2019–20  | La Liga  | 14        | 0         | 7                | 0                | —          | —          | 21       | 0        |
| Real Sociedad | 2020–21  | La Liga  | 31        | 1         | 1                | 0                | 5          | 0          | 37       | 1        |
| Real Sociedad | 2021–22  | La Liga  | 17        | 0         | 5                | 0                | 3          | 0          | 25       | 0        |
| Real Sociedad | 2022–23  | La Liga  | 8         | 0         | 3                | 0                | 5          | 1          | 16       | 1        |
| Real Sociedad | Összesen | Összesen | 71        | 1         | 17               | 0                | 13         | 1          | 101      | 2        |
| Összesen      | Összesen | Összesen | 71        | 1         | 17               | 0                | 13         | 1          | 101      | 2        |

## Sikerei, díjai
Real Sociedad
- Copa del Rey
  - Győztes (1): 2019–20